# Gezinci
Gezinci falu Horvátországban, Eszék-Baranya megyében. Közigazgatásilag Monoszlóhoz tartozik. A község legkisebb települése.

## Fekvése
Eszéktől légvonalban 62, közúton 72 km-re északnyugatra, Alsómiholjáctól légvonalban 18, közúton 20 km-re nyugatra, községközpontjától 5 km-re délnyugatra, a Szlavóniai-síkságon, a Monoszlóról Szalatnokra menő út mentén fekszik.

## Története
Az 1880-as években keletkezett, első lakói gazdálkodók voltak. 1890-ben 7, 1910-ben 4 lakosa volt. Verőce vármegye Alsómiholjáci járásához tartozott. Az 1910-es népszámlálás adatai szerint lakosságának 75%-a horvát, 25%-a német anyanyelvű volt. Az első világháború után 1918-ban az új szerb-horvát-szlovén állam, majd később (1929-ben) Jugoszlávia része lett. A második világháború idején a német lakosságot elűzték. 1991-ben lakosságának 47%-a horvát, 45%-a szerb, 8%-a jugoszláv nemzetiségű volt. 2011-ben a falunak 33 lakosa volt.

## Lakossága
| Lakosság változása | Lakosság változása | Lakosság változása | Lakosság változása | Lakosság változása | Lakosság változása | Lakosság változása | Lakosság változása | Lakosság változása | Lakosság változása | Lakosság változása | Lakosság változása | Lakosság változása | Lakosság változása | Lakosság változása | Lakosság változása |
| ------------------ | ------------------ | ------------------ | ------------------ | ------------------ | ------------------ | ------------------ | ------------------ | ------------------ | ------------------ | ------------------ | ------------------ | ------------------ | ------------------ | ------------------ | ------------------ |
| 1857               | 1869               | 1880               | 1890               | 1900               | 1910               | 1921               | 1931               | 1948               | 1953               | 1961               | 1971               | 1981               | 1991               | 2001               | 2011               |
| 0                  | 0                  | 0                  | 7                  | 11                 | 4                  | 7                  | 6                  | 60                 | 88                 | 59                 | 65                 | 66                 | 64                 | 46                 | 33                 |

(1961-ig településrészként, 1971-től önálló településként.)